# Platana szponiasta
Platana szponiasta, żaba szponiasta (Xenopus laevis) – gatunek płaza bezogonowego z rodziny grzbietorodowatych (Pipidae), zamieszkujący wody stojące i płynące w środkowej i południowej Afryce. Introdukowany został również do niektórych krajów europejskich, Stanów Zjednoczonych, Chile i Indonezji. Prowadzi wodny tryb życia, należy do gatunków synantropijnych, może przetrwać porę suchą w wilgotnym mule na dnie zbiorników wodnych.
Gatunek inwazyjny.
Osiąga od 8 cm (samce) do 15 cm (samice). Nazwa rodzajowa Xenopus znaczy „dziwna stopa”.
Jak wszystkie gatunki rodzaju Xenopus (z wyjątkiem Xenopus epitropicalis) ma po trzy pazurki na palcach tylnych stóp.
Po odkryciu żab szponiastych okazało się, że samice są szczególnie wrażliwe na ludzki hormon – gonadotropinę kosmówkową. Z tego względu wykorzystywano je początkowo, zwłaszcza w USA, jako naturalny test ciążowy. Młodej samicy platany szponiastej wstrzykiwano odrobinę kobiecego moczu. Jeżeli kobieta była w ciąży, samica platany w ciągu doby (najczęściej po 8–10 godzinach) zaczynała produkcję własnych jajeczek. Metodę wyparło wejście do użycia testów ciążowych.
Żaby te są łatwe w hodowli, ich samice znoszą duże jaja, swobodnie można manipulować zarodkiem, a kijanki są przeźroczyste. Dzięki temu można łatwo śledzić kolejne etapy rozwoju zarodka.
Gdy powstawał projekt opisania pierwszego pełnego genomu płaza spodziewano się, że to właśnie platana szponiasta zostanie poddana badaniom. Po konsultacjach naukowych okazało się jednak, że lepszym kandydatem będzie Xenopus tropicalis, gdyż pozwoli to m.in. zaoszczędzić pieniądze.